# John Grover
John Grover (* im Oktober 1938 in Barnet, Middlesex) ist ein britischer Filmeditor.

## Leben
Nach seinem Abschluss des National Service heuerte Grover als numbering boy bei den Metro-Goldwyn-Mayer an.
Grover begann 1965 seine Tätigkeit im Bereich des Filmschnitts als Schnittassistent bei der Produktion der Literaturverfilmung Doktor Schiwago. Für diese Arbeit wurde er nicht in den Credits aufgeführt.
Es folgten in den späten 1970er Jahren Engagements als Schnittassistent und assembly editor, bei denen er auch in Kontakt mit dem James-Bond-Franchise kam. So wirkte er in letzterer Position an Der Spion, der mich liebte und Moonraker mit. Bei letzterem arbeitete Grover eng mit John Glen, dem Editor des Films, zusammen. Mit In tödlicher Mission war Grover dann erstmals als eigenständiger Editor tätig. Es folgten später zwei weitere Bond-Streifen.
Grovers Lieblingsfilm, an dem er als Editor beteiligt war, ist nach eigener Aussage Die Reise ins Labyrinth aus dem Jahr 1986. Er und Regisseur Jim Henson arbeiteten an diesem Film für 18 Monate eng zusammen.

## Filmografie (Auswahl)
- 1981: James Bond 007 – In tödlicher Mission (For Your Eyes Only)
- 1982: Das Kommando (Who Dares Wins)
- 1985: Lifeforce – Die tödliche Bedrohung (Lifeforce)
- 1986: Die Reise ins Labyrinth (Labyrinth)
- 1987: James Bond 007 – Der Hauch des Todes (The Living Daylights)
- 1989: James Bond 007 – Lizenz zum Töten (Licence to Kill)
- 1991: Der Gefallen, die Uhr und der sehr große Fisch (The Favour, the Watch and the Very Big Fish)
- 1994: Land der verlorenen Kinder (Nobody’s Children, Fernsehfilm)
- 1999: Die Profis – Die nächste Generation (CI5: The New Professionals, Fernsehserie, sechs Folgen)
- 2004: Funky Monkey – Ein Affe in geheimer Mission (Funky Monkey)